# Willem Elenbaas

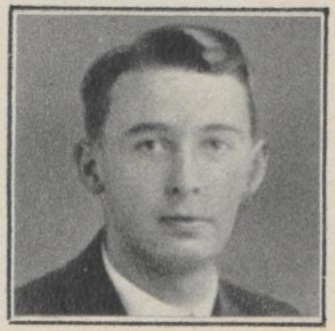
Willem Elenbaas

Willem Elenbaas (* 27. April 1906 in Gapinge, Zeeland; † 7. Februar 1989) war ein niederländischer Physiker.

## Leben
Elenbaas besuchte die Schule (HBS) in Middelburg, studierte Physik in Utrecht und promovierte am 20. Januar 1930 bei Leonard Ornstein mit der Arbeit Intensiteitsmetingen in het heliumspectrum (Intensitätsmessung im Heliumspektrum).
Er begann seine Karriere bei Philips in Eindhoven am Natuurkundig Laboratorium (Nat.Lab.). Anfangs arbeitete er mit Arend Thomas Van Urk an magnetischen Materialien für Pupin-Spulen, bis die Arbeit 1932 von Jakob Louis Snoek übernommen wurde.
An der Licht-Abteilung beschäftigte er sich dann mit Fluoreszenzlampen und Quecksilberdampfhochdrucklampen. Er untersuchte die Beziehungen der Entwurfsparameter wie Stromstärke, Lampendurchmesser, Gasdruck. Mit dem späteren KZ-Opfer Gerhard Heller entstand 1935 die Elenbaas-Heller-Gleichung (benannt 1939 durch Robert Rompe und Paul Schulz), die die Temperaturverteilung im Quecksilberhochdruckbogen beschreibt. Er entwickelte auch eine Hilfselektrode, um die Elektronenemission beim Starten, wenn die andere Elektrode noch zu kalt ist, zu unterstützen sowie einen einspuligen Transformator für den Betrieb an 220 und 120 Volt. 1934 wurden die ersten HO-Lampen (H .. Hg; O .. Oxidkathode) in der Testfabrik gefertigt. Die Lampen waren für Straßenbeleuchtungen gedacht und sollten Natriumdampflampen ersetzen. Die Lampen konnten anfangs nur bei hohen Temperaturen betrieben werden, und mussten, damit das Glas nicht schmilzt vertikal betrieben werden. Nachdem sie ab 1937 aus Osram-Glas produziert wurden, war auch horizontaler Betrieb möglich. Als 1935 von Nillesen von der Kinoabteilung bessere Projektorlampen gefordert waren, schlug er seinem Assistenten Cornelus Bol eine Wasserkühlung vor, woraus sich ein Patentstreit entwickelte. 1942 verließ er das Labor.
1949 wurde er zum Geschäftsführer bestellt. 1953 wurde er stellvertretender Direktor der Light Group und von 1958 bis zu seiner Pensionierung im Jahr 1968 Direktor.
Eine Reihe von Papers in der Physika 1934–1938 begründete seine Reputation. Er verfasste über 60 Publikationen, darunter drei Kapitel zum Buch seines Vorgängers Cornelis Zwikker, und hielt 50 Patente. Im April 1973 wurde ihm die Goldmedaille der  Illuminating Engineering Society verliehen. 1986 benannte Landis die Elenbaas number nach ihm.

## Veröffentlichungen
- Heat Dissipation of Parallel Plates by Free Convection; 1942
- The High Pressure Mercury Vapor Discharge; 1951[3]
- De hogedrukkwiklamp 50 Jaar; Philips Technisch Tijdschrift 18(1956); S. 135–141